# 鈴木敦
鈴木 敦（すずき あつし、1988年（昭和63年）12月15日 - ）は、日本の政治家。参政党所属の衆議院議員（2期）、参政党衆議院国会対策委員長。
教育無償化を実現する会国会対策委員長などを歴任。

## 来歴
川崎市中原区下沼部で生まれ育ち、現在も川崎市中原区に在住。
聖徳学園高等学校卒業、駿河台大学を中退後、民間企業や時計店、予備自衛官、非正規雇用で日本航空地上職員、樋高剛事務所スタッフ、自由党職員を経て、（旧）国民民主党の国会対策員会担当職員を務める。
2021年10月7日、（現）国民民主党から同月31日投開票の第49回衆議院議員総選挙において神奈川10区から県内唯一の公認候補として立候補することが発表された。公示直前の駆け込み出馬となったこともあり選挙区では自民党の田中和徳などに敗れ4人中最下位となったが、重複立候補していた比例南関東ブロックで復活当選した。
2023年1月、小選挙区の区割り変更に伴い川崎市中原区が神奈川10区から神奈川18区に移行することを受け、次期衆院選では18区から立候補する意向であることが報じられた。
2023年11月30日、前原誠司らと共に国民民主党へ離党届を提出し、新党「教育無償化を実現する会」の結成に参加する意向を示した。鈴木は国会対策委員長に就任する。鈴木が代表を務めていた国民民主党神奈川県連は、12月2日に鈴木が申し出た11月30日付での県連代表辞任を受理せず、解任と除籍を決定した。その後、同年12月13日の国民民主党両院議員総会で、提出されていた離党届を受理せず「党の結束を乱した」事により、党からも除籍処分となった。なお、鈴木は比例選出議員のため、党から衆議院議員の辞職勧告も併せて受けている。
2024年10月3日、第50回衆議院議員総選挙においては参政党から比例南関東ブロックの単独候補として立候補することが発表された。なお「教育無償化を実現する会」所属の他の議員は日本維新の会に合流するが、選挙区競合などのため鈴木のみ、参政党に入党することとなった。10月27日の開票の結果、参政党が比例南関東ブロックで1議席を獲得したため、当選した。
2025年7月11日、 岡山駅西口ペデストリアンデッキでの街頭演説配信の中で「産婦人科が減ってるとか知らねえよ」と発言する。なお当該動画は削除されており、参政党側からは明確な説明がなされていない。
8月1日、参政党衆議院国会対策委員長に就任。

## 政策・主張

### 外交・安全保障
- 日本国憲法の改正に賛成。憲法9条を改正して自衛隊を明記すべき[18][19][20][21][22][23]。
- 緊急事態条項を憲法に設けることに2021年は賛成[20]、2024年は国会議員の任期延長のみ認めるべきと回答[23]。
- 日本の防衛力は強化すべき[18][19]。防衛費増額の財源をまかなうための増税には反対[21][23]。
- 日本政府は核兵器禁止条約にオブザーバー参加すべき[18]。
- アメリカとの核シェアリングに反対[22]。
- 日米の同盟関係は強化すべき[19]。
- 普天間飛行場の名護市辺野古への移設にどちらかと言えば反対[20][23]。
- 中国・韓国にはより強い態度で臨むべき[20][23]。
- ロシアのウクライナ侵攻を受けたウクライナへの支援は継続すべき[23]。

### 経済
- 消費税率を10%から引き下げるべき[20][23]。
- 財政規律より積極的な財政出動を優先すべき[21]。
- 大企業や富裕層への課税強化に賛成[18][21]。
- 原子力発電は当面は必要だが、将来的には廃止すべき[20][23][22]。
- 再生可能エネルギーを主力電源にすべき[18]。
- 外国人労働者の受け入れは抑制すべき[19][23][22]。
- 解雇規制の緩和に反対[23][22]。

### 社会
- 政府の新型コロナウイルス感染症対策をある程度評価する[18]。
- 政府のCOVID-19ワクチン接種を巡る対応（2021年時点）をある程度評価する[18]。
- 新型コロナの感染拡大を防ぐため、ロックダウン（都市封鎖）を法律で可能にするなど私権制限を強めることに賛成[18][19][20]。
- 女性天皇に賛成[20]、女系天皇には反対[21]。
- 同性結婚の合法化に2021年は賛成[18][19][20]、2024年は反対と回答[23][22]。
- 選択的夫婦別姓制度の導入に2021年は賛成[18][19][20]、2024年は反対と回答[21][23][22]。
- 緊急避妊薬（アフターピル）を入手しやすくすることに反対[22]。

## 人物
- 1988年（昭和63年）生まれ初の国会議員であり、昭和生まれの国会議員では最も若い。初当選当時は同期当選の馬場雄基、土田慎に次いで3番目に若い国会議員だった（それまでの最年少の国会議員は愛知県選挙区の安江伸夫参議院議員だった）。その後、2023年4月の衆議院補欠選挙で岸信千世が当選してから4番目に若い国会議員となった。
- 国会では外務委員会と北朝鮮による拉致問題等に関する特別委員会に所属[24]。
- 非正規労働者から政治家になった経緯や、駆け込み立候補にもかかわらず当選したことから、榛葉賀津也国民民主党幹事長から「令和一番運の良い男」と評された[25]。

## 選挙歴
| 当落 | 選挙                   | 執行日         | 選挙区             | 政党       | 得票数  | 得票率 | 定数 | 得票順位 /候補者数 | 政党内比例順位 /政党当選者数 |
| ---- | ---------------------- | -------------- | ------------------ | ---------- | ------- | ------ | ---- | ------------------ | ---------------------------- |
| 比当 | 第49回衆議院議員総選挙 | 2021年10月31日 | 神奈川県第10区     | 国民民主党 | 3万13票 | 11.85% | 1    | 4/4                | 1/1                          |
| 当   | 第50回衆議院議員総選挙 | 2024年10月27日 | 比例南関東ブロック | 参政党     |         |        | 23   | /                  | 1/3                          |